# Aulographum
Aulographum is een geslacht van schimmels behorend tot de familie Aulographaceae. De typesoort is Aulographum hederae.

## Soorten
Volgens Index Fungorum telt het geslacht telt 43 soorten (peildatum januari 2022):
| Soortnaam                    | Auteur(s)                     | Publicatiejaar |
| ---------------------------- | ----------------------------- | -------------- |
| Aulographum acicola          | Harkn.                        | 1884           |
| Aulographum arundinariae     | Cooke                         | 1885           |
| Aulographum atromaculans     | Penz. & Sacc.                 | 1898           |
| Aulographum bambusinum       | Petr.                         | 1931           |
| Aulographum blechnicola      | Rehm                          | 1900           |
| Aulographum bromi            | Berk.                         | 1845           |
| Aulographum caespitosum      | Cooke                         | 1880           |
| Aulographum caespitosum      | Ellis & Everh.                | 1885           |
| Aulographum canepae          | De Not.                       | 1867           |
| Aulographum cestri           | R.W. Ryan                     | 1924           |
| Aulographum chusqueae        | Speg.                         | 1910           |
| Aulographum ciliatum         | Berk. & M.A. Curtis           | 1868           |
| Aulographum confluens        | Earle                         | 1898           |
| Aulographum culmigenum       | Ellis                         | 1881           |
| Aulographum donacicola       | Speg.                         | 1909           |
| Aulographum donacis          | Niessl                        | 1878           |
| Aulographum emilii           | Petrini, Cand. & L.E. Petrini | 1989           |
| Aulographum fimbriatum       | Sacc.                         | 1917           |
| Aulographum gaylussaciae     | Rehm                          | 1898           |
| Aulographum globosum         | I. Hino & Katum.              | 1959           |
| Aulographum gracile          | Ellis & G. Martin             | 1892           |
| Aulographum hederae          | Lib.                          | 1834           |
| Aulographum hieroglyphicum   | Roberge ex Desm.              | 1848           |
| Aulographum inconspicuum     | Rehm                          | 1898           |
| Aulographum intricatum       | Berk. & Broome                | 1873           |
| Aulographum leucoblepharum   | (Nyl.) Vain.                  |                |
| Aulographum lirelliforme     | Cooke                         | 1887           |
| Aulographum maculare         | Berk. & Broome                | 1861           |
| Aulographum maximum          | Massee                        | 1899           |
| Aulographum melaspileoides   | Rehm                          | 1912           |
| Aulographum melioloides      | Cooke & Massee                | 1889           |
| Aulographum microthyrioideum | Rehm                          | 1900           |
| Aulographum mugellanum       | Paoli                         | 1905           |
| Aulographum myrtaceae        | Theiss.                       | 1918           |
| Aulographum onocleae         | Dearn. & House                | 1919           |
| Aulographum pandani          | Cooke                         | 1876           |
| Aulographum panici-maximi    | Cif.                          | 1957           |
| Aulographum proteacium       | Rodway                        | 1918           |
| Aulographum quadriae         | Berk.                         | 1893           |
| Aulographum sarmentorum      | De Not.                       | 1847           |
| Aulographum spilomoides      | Ces.                          | 1879           |
| Aulographum tropicale        | Rehm                          | 1900           |
| Aulographum valdivianum      | Speg.                         | 1910           |